# ESV Neuaubing
Der Eisenbahnersportverein Sportfreunde München-Neuaubing e. V., kurz ESV Neuaubing ist mit knapp 4.000 Mitgliedern und zurzeit 26 Sparten ein traditionsreicher Multisparten-Sportverein, der mitglieder- und spartenstärkste Verein im Münchner Westen und einer der größten in Bayern. Er liegt im Einzugsgebiet des 22. Münchner Stadtviertels Aubing-Lochhausen-Langwied. Die Vereinsfarben sind Rot-Weiß, im Vereinsemblem ist das Wappen der ehemaligen Gemeinde Aubing sowie der Vereinsname repräsentiert.

## Geschichte
Im März 1921 gründete sich der „Turn- und Sportverein Neuaubing“, im September 1921 die „Freie Turnerschaft Neuaubing“, ab 1926 „Reichsbahn Turn- und Sportverein Neuaubing“ bzw. „Eisenbahn Turn- und Sportgemeinschaft Neuaubing“. Daraus entstand 1933 die „Reichsbahn Sportgemeinschaft Neuaubing“. Mitglieder waren vor allem die Arbeiter aus den Eisenbahnfabriken in der Umgebung, deren Hauptaugenmerk auf den Schwerathletik-Sportarten Gewichtheben und Ringen lag.

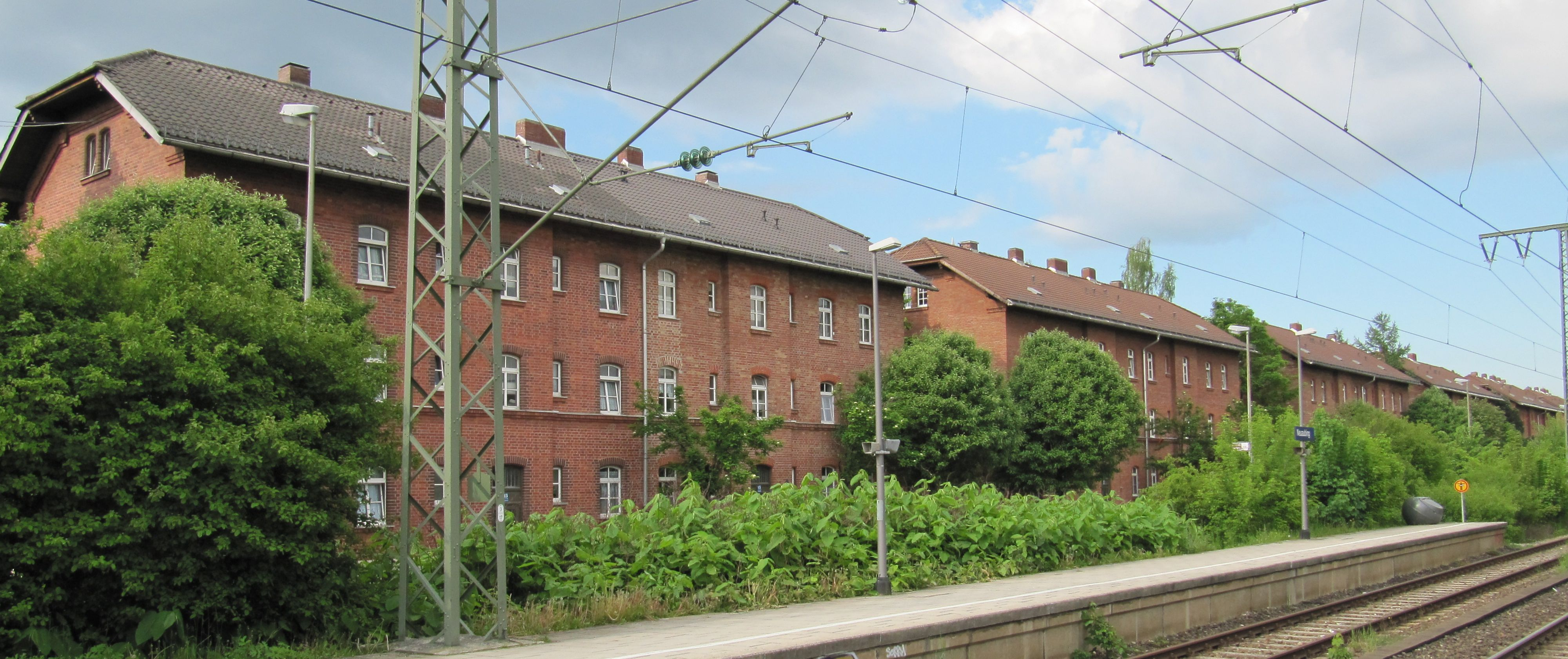
Eisenbahnerwohnungen in der Papinstraße

Die „Central-Werkstätte Aubing der Kgl. Bayerischen Staatsbahnen“ legten für ihre Beschäftigten die bis heute charakteristischen dreigeschossige Ziegelbauten an der Papinstraße gleich neben dem Sportgelände an. Sie stehen unter Denkmalschutz.
Die „Freie Turnerschaft Neuaubing“ war vor dem Zweiten Weltkrieg sowohl sportlich als auch politisch aktiv: Sie bezog in den 1930er-Jahren Stellung gegen die NSDAP-Machthaber und trat zur Gewerkschaftsvereinigung „Eiserne Front“ bei, weshalb die Turnerschaft 1933 behördlich aufgelöst wurde.
Ehemalige Mitglieder der Turnerschaft, namentlich Josef Lampersberger und Gustav Körner, waren aber weiter aktiv im Widerstand, sie wurden jedoch 1935 verhaftet. Nach dem Krieg wurde Behördensport verboten, weshalb die Militärregierung die „Reichsbahn Sportgemeinschaft Neuaubing“ auflöste; die „Freie Turnerschaft“ konnte jedoch weiter tätig bleiben. Ab 1936 wurde zur Erstellung der Außensportanlage und eines Fußballplatzes von den eigenen Mitgliedern das Gelände an der Papinstraße gerodet.
Nach dem Krieg schlossen sich 1946 ehemalige Mitglieder der „Reichsbahn-Sportgemeinschaft“ und der „Freien Turnerschaft“ zum Verein „Sportfreunde Aubing-Neuaubing“ zusammen. 1951 erfolgte die Umbenennung in den bis heute gültigen Vereinsnamen „ESV Sportfreunde München-Neuaubing e. V.“.
In jedem Jahrzehnt des Vereinsbestehens waren zahlreiche Olympiateilnehmer sowie WM- und EM-Teilnehmer und -medaillengewinner, Deutsche und Bayerische Meister in verschiedenen Sportarten aktiv bzw. sind aus dem Verein hervorgegangen.
Zu den bekanntesten Sportlern zählen der Gewichtheber Manfred Nerlinger in den 1980er und 1990er Jahren, die Gewichtheber und Olympiasieger Rudolf Ismayr und Eugen Deutsch in den 30er Jahren, der Ringer Johann Sterr in den 50er Jahren oder der Leiter mehrerer Nanga-Parbat-Expeditionen, Willy Merkl, ebenfalls in den 1930er Jahren. Die Taekwondo Weltmeisterschaftsteilnehmer bzw. Europameister Sonja Schiedt, Bettina Hipf und Özgür Günes in den 1990er Jahren sind ebenso für die Farben des ESV Neuaubing gestartet wie die frühere Leichtathletik Fünfkampfweltrekordhalterin Eva Wilms in den 1970er Jahren. Ende der 1950er/Anfang der 1960er Jahre stellte der ESV Neuaubing die stärkste Ringermannschaft in Deutschland und holte beim Kampf um die Deutsche Ringermannschaftsmeisterschaften 1958, 1961, 1962 und 1965/66 insgesamt 4 Titel.
In diversen Mannschaftssportarten stellte der Verein nationale bzw. regionale Spitzenklasse dar, so war man u. a. 1942 im Gewichtheben Dt. Mannschaftsmeister und bis 2013 in 2. Bundesliga Süd bzw. seit 2014 in der Bayernliga an der Hantel, im Kegeln 3. der Deutschen Mannschaftsmeisterschaft 1960, im Volleyball der Damen schlug man 1976/77, 1977/78 und 1979/80 in der 1. Bundesliga auf, im Handball der Damen spielte der Verein von 2010 bis 2013 in der Bayernliga. Im Fußball erreichte die Herrenmannschaft mit dem 3. Platz in der Saison 1991/92 in der Bezirksoberliga Oberbayern und die C-Jugendlichen mit der Teilnahme an der höchsten Bayerischen und damit auch Nationalen Jugendklasse 1987–89 ihre höchsten Platzierungen.

## Sportstätten
Auf dem vereinseigenen Gelände in der Papinstraße 22 befinden sich eine Dreifachturnhalle, zwei Rasenfußballplätze, ein Hartplatz mit Flutlicht und ein Kleinfeldplatz für Jugendspiele, ein Ballettsaal, eine Bundeskegelbahn, ein Landesleistungszentrum für Gewichtheben, ein Kraftraum für Prävention und Rehabilitation, ein Kampfsportraum, eine kleine Kletteranlage, eine Tennisanlage mit zehn Freiplätzen, ein Tischtennis/Gymnastiksaal sowie eine Vereinsgaststätte mit zwei Sälen, einer Freiterrasse und einem Stüberl im Keller zur Bewirtung der Kegelbahn. Am Spitzingsee befindet sich zudem die Sportalm.
Zudem werden für die Aufrechterhaltung des Trainings- und Spielbetrieb aller Abteilungen noch Sporträume im Berufsbildungszentrum in Langwied, im Elsa-Brandström-Gymnasium in Pasing, in der Grundschule an der Limesstraße in Neuaubing, in der Grund- und Hauptschule Peslmüllerstr. in Pasing, in der Grundschule am Ravensburger Ring im Westkreuz sowie in der Grund- und Hauptschule an der Wiesentfelserstraße in Neuaubing West angemietet.

## Abteilungen
Ein laufender und regelmäßiger Spiel-, Sport und Trainingsbetrieb findet in den Abteilungen Gewichtheben, Ringen, Judo, Taekwondo, Volleyball, Leichtathletik, Berg- und Skisport, Tischtennis, Badminton, Fußball, Tennis, Kegeln, Fechten, Karate, Tanzen, Klettern, Kraftdreikampf, Kraft & Fitness, Turnen, Nordic Walking, Gesundheitssport, Gymnastik & Freizeitsport, Fit plus 60, Kindersport und einer Kindersportschule statt. Die Sportarten Basketball und Schach werden im Rahmen des Freizeitsports angeboten, Schießen, Pferdesport, Schwimmen, Rudern, Kajak, Segeln und Boxen liegen zurzeit still. Besonderheit ist die Anbindung an den Freizeit- und Gesundheitssport, so wird u. a. Zumba, Cheerleading, Parcours, Gesellschaftstanz wie eine etwa eine Herzgruppe angeboten, auch der Bayerische Betriebs- und Behördensportverband hält Spiele seiner Runden auf dem Vereinsgelände ab. Einmal pro Jahr findet als Sonderveranstaltung sowohl ein Sportfest im Sommer mit Beteiligung, ebenso eine von der Freizeitsportabteilung veranstaltete Dance Night.

## Handball
Die 1930 gegründete Handballabteilung des ESV Neuaubing hatte neben dem Aufstieg in die Handball-Bayernliga (Frauen) ihren größten Erfolg mit der Hauptrundenteilnahme am DHB-Pokal, die in der ersten Runde gegen den TG Osthofen mit 22:39 verloren ging. Die ESV-Handballer nehmen mit zwei Herrenmannschaften, einem Damenteam und fünf Nachwuchsmannschaften am Spielbetrieb des bayerischen Handballverbandes (BHV) teil. Das erste Damenteam und die erste Herrenmannschaft spielen 2024/25 in der oberbayerischen Bezirksklasse 1.

### Erfolge
| - DHB-Pokal Hauptrundenteilnehmer 2006 - Aufstieg in die Bayernliga 2010 - BHV-Pokalfinalist 2006 | - Südbayerischer Meister 2010 - Aufstieg in die südbayerische Landesliga |

## Ausrichtung
Der ESV Neuaubing ist in den verschiedenen Sparten sowohl auf den Breiten- als auch Leistungssport ausgerichtet und stellte zahlreiche Nationalmannschaftskadersportler, er beherbergt aktuell ein Landesleistungszentrum im Gewichtheben, seit 2010 gibt es eine Reha- und Gesundheitssportabteilung, seit 2011 mit einer Kindersportschule (KISS) eine spezielle Förderung frühkindlicher Sporterziehung, die vom Bayerischen Landessportbund gefördert und ausgezeichnet wurde und die Abteilung 60 Plus, die Senioren sowohl körperlich wie geistig in Bewegung halten will. Mehrfach wurde auch die Taekwondo Abteilung des ESV Neuaubing für ihre olympische Jugendarbeit ausgezeichnet. Hauptaugenmerk hat im Moment die Förderung des Breiten-, Freizeit- und Gesundheitssports und die Förderung der Jugend zuungunsten eines leistungsorientierten Wettkampfbetriebs.

## Vereinsleitung und Organisation
Der ESV Neuaubing wird rechtlich vertreten vom Präsidium, alle Abteilungen haben einzelne Vorstände und Leiter, die ihre Budgets einzeln zu verantworten und einen Haushalt aufzustellen haben.
Präsident ist Harald Burger, Vizepräsidenten sind Manfred Wolter, Monika Plass und Maximilian Färber Ehrenpräsident ist der ehemalige Präsident Norbert Stellmach, Geschäftsführer seit 2013 Markus Maucher.
Ehrenmitglieder sind Rudolf Eimüller, Johann Gollong, Hans Peter Kerschdorfer, Josef Klostermaier, Hans Kreiner, Hans Reifgerste, Marga Solleder, Georg Speckbacher, Siegfried Stößer, Werner Thalhofer, Georg Veigl und Rudolf Steinbrückner.
Der Verein verfügt über einen fünfköpfigen Ältestenrat und einen elfköpfigen Wirtschafts- und Verwaltungsrat, dem u. a. Otmar Bernhard, Josef Assal und Dagmar Mosch angehören. Die Revision besteht aus 3 Vereinsmitgliedern.

## Sportler und Persönlichkeiten
- Manfred Nerlinger (* 1960), Gewichtheben, Silber bei den Olympischen Spielen 1988 in Seoul, Bronze 1984 in Los Angeles und 1992 in Barcelona, Olympiateilnehmer (6.) in Atlanta 1996, mehrfacher Welt-, Europa- und Deutscher Meister, Superschwergewicht
- Willy Merkl (1900–1934), Deutscher Bergsteiger, Leiter mehrerer deutscher Nanga Parbat Expeditionen, dort 1934 tödlich verunglückt
- Rudolf Ismayr (1908–1998), Gewichtheben Olympiateilnehmer 1936 in Berlin, Olympiasieger 1932 in Los Angeles, Olympia Silber 1936 in Berlin
- Eugen Deutsch (1907–1945), Gewichtheben, Olympiasieger 1936 in Berlin, Leichtes Schwergewicht
- Josef Böck (1913–1999), Ringen, Olympiateilnehmer 1936 in Berlin, Deutscher Meister 1936
- Bettina Hipf (* 1970), Taekwondo, 3. WM 1991, Europameisterin 1990, Studentenweltmeisterin, 2. EM 1996, 3. EM 1998, mehrfache Deutsche Meisterin
- Sonja Schiedt (* 1973), Taekwondo, 3. EM 1994 und 1996, Studentenvizeweltmeisterin 1996, mehrfache Deutsche Meisterin
- Özgür Günes (* 1976), Taekwondo, 2. EM 1998, mehrfacher Deutscher Meister
- Johann Sterr (1933–2011), Ringen, 4. und 5. Olympische Spiele 1956 in Melbourne, Weltmeisterschaftsteilnehmer, mehrfacher Deutscher Meister
- Fritz Mast, (Gewichtheben), Olympiateilnehmer 1948 in London für die Schweiz, Mittelgewicht
- Petr Hudeček, (Gewichtheben), Olympiateilnehmer 1988 für die Tschechoslowakei, Superschwergewicht 5. Platz
- Ewald Tauer (1941–2017), Ringen, Olympiateilnehmer 1960 in Rom, 3. WM 1963 in Toledo/USA, mehrfacher Deutscher Meister
- Eva Wilms (* 1952), Leichtathletik, Olympiateilnehmerin 1976 in Montreal, 1977 zweifache Weltrekordhalterin im Fünfkampf, Deutsche Sportlerin des Jahres 1977, 3fache Hallen-EM-Medaillengewinnerin im Kugelstoßen
- Sebastian Hering (1910–1978), Ringen, 4. Olympische Spiele 1936 in Berlin, Europameister und -vizemeister, mehrfacher Deutscher Meister
- Gottlieb Neumair (* 1939), Ringen, Olympiateilnehmer 1960 in Rom, mehrfacher Deutscher Meister
- Walter Trinkaus, Kegeln, 3. WM 1964 mit der Mannschaft der BRD im Asphalt Kegeln
- Rebecca Waibler, Kraftdreikampf, Weltmeisterin 1982, mehrfache Deutsche Meisterin
- Bernhard Bachfisch, Gewichtheben, Olympiateilnehmer 1976 in Montreal, Bantamgewicht 6. Platz
- Max Mühlbauer (* 1946), Gewichtheben, Deutscher Meister; Weltmeister, Europameister und Deutscher Meister der masters
- Karin Markert (* 1974), Fußball, Fußballspielerin und -trainerin beim FC Bayern München
- Christian Jakob (* 1975), Leichtathletik, dreifacher Bayerischer Meister im 100-km-Lauf
- Susanne Höfle, Badminton, Bayerische Meisterin 1994 im Einzel und mit C. Koch 1993 im Damendoppel
- Thomas Kaufmann, Ringen Deutscher Meister 2009, 100 kg A-Jugend

## Nachweise
- Münchner Wochenanzeiger, Werbe – Spiegel Neuaubing, 13-2011
- Landeshauptstadt München, KulturGeschichtsPfad, Stadtbezirk 22: Aubing-Lochhausen-Langwied, München 2012, S. 47 f.